# 구사노역 (후쿠시마현)
구사노역(일본어: 草野駅, くさのえき)은 일본 후쿠시마현 이와키시에 있는, 동일본 여객철도의 철도역이다. 조반선이 지나간다.

## 역 구조
2면 3선 구조의 지상역이다. 보통열차 1편, 특급열차 2편이 야간에 주박한다. 이와키역이 관리하며, 역 업무는 JR 미토 철도 서비스가 대신 하고 있다.

### 승강장
| 1 | ■ 조반선 | 이와키 · 미토 방면       |
| 2 | ■ 조반선 | (시발 열차만 사용)       |
| 3 | ■ 조반선 | 요쓰쿠라 · 도미오카 방면 |

## 역세권 정보
- 국도 제6호선

## 역사
- 1897년 8월 29일 - 닛폰 철도의 역으로 개업했다.
- 1906년 11월 1일 - 국유화에 따라 일본국유철도의 소속이 되었다.
- 1987년 4월 1일 - 민영화에 따라 동일본 여객철도의 소속이 되었다.
- 2011년 3월 11일 - 동일본 대지진으로 영업이 중단되었다.
- 2011년 4월 17일 - 영업이 재개되었다.

## 인접역
| 동일본 여객철도 조반선                                                                         | 동일본 여객철도 조반선 | 동일본 여객철도 조반선  |
| ---------------------------------------------------------------------------------------------- | ---------------------- | ----------------------- |
| 이와키 방면                                                                                    | ■ 보통                 | 요쓰쿠라 도미오카 방면1 |
| 1: 후쿠시마 제1원자력 발전소 사고의 영향으로 도미오카 이북 구간에서는 열차가 다니지 않고 있다. |                        |                         |